# Emil Ebersbach
Emil Ebersbach (* 5. April 1880 in Berlin; † 4. November 1946 ebenda) war ein deutscher Bahnbeamter und Politiker (DNVP).

## Leben
Nach dem Volksschulabschluss 1894 absolvierte Ebersbach eine Ausbildung bei der Eisenbahn. Er war seit 1897 Stationsgehilfe, dann Eisenbahnunterassistent und wurde 1911 Unterbeamter. 1919 wechselte er in den mittleren Beamtendienst. Als Eisenbahnassistent (1921), Eisenbahnsekretär (1925) und Reichsbahnobersekretär (1933) war er im Rechnungsbüro des Reichsbahnzentralamtes tätig. Ebersbach, der sich seit 1904 in der Beamtenbewegung engagierte, wirkte nebenberuflich als Mitarbeiter in der Beamtenfachpresse. Darüber hinaus war er Vorstandsmitglied des Deutschen Beamtenbundes und der Gewerkschaft Deutscher Eisenbahner, Aufsichtsratsmitglied der Preussag und Vorsitzender des Vaterländischen Bauernvereins.
Während der Zeit der Weimarer Republik trat Ebersbach in die DNVP ein. Er war von 1919 bis 1921 Mitglied der Verfassunggebenden Preußischen Landesversammlung und von 1921 bis 1933 Mitglied des Preußischen Landtages. Dem Deutschen Reichstag gehörte er vom 26. Februar 1923, als er für den verstorbenen Abgeordneten Friedrich Hammer nachrückte, bis zu seiner Mandatsniederlegung am 28. Februar 1923 an. Sein Mandat wurde am 5. März des Jahres von Maria Schott übernommen.